# Володя большой и Володя маленький
«Володя большой и Володя маленький» — рассказ Антона Павловича Чехова. Впервые опубликован в 1893 году в газете «Русские ведомости» № 357 с подписью Антон Чехов.

## Сюжет
Софья Львовна два месяца как вышла замуж по расчёту за полковника Владимира Никитича Ягича, «Володю большого», который на 31 год старше ее. Ранее была влюблена во Владимира Михайлыча, «Володю маленького», сына военного врача в полку её мужа. Теперь она к нему равнодушна. Софья Львовна пытается убедить себя, что преуспела, что теперь у неё есть деньги, что она страстно любит пожилого мужа.
Возвращаясь из ресторана с двумя Владимирами, она останавливается в монастыре, куда ее подруга Оля ушла в монахини. Женщины обмениваются новостями, и Оля соглашается прокатиться на санях.
На следующий день Владимир маленький посещает Софью Львовну, которая признается ему в любви и становится его любовницей. Однако через неделю он ее бросает. Софья Львовна понимает, что теперь ее жизнь будет скучной и однообразной.

### Персонажи
- Софья Львовна: 23 года, влюблена то во Владимира большого, то во Владимира маленького.
- Владимир Никитич Ягич: 54 года, Владимир большой, муж Софьи, полковник армии.
- Владимир Михайлыч: 30 лет, Владимир маленький, окончил университет, пишет диссертацию по иностранной литературе.
- Оля: монахиня.

## Прижизненные публикации и переводы
Рассказ А. П. Чехова «Володя большой и Володя маленький» опубликован в 1893 году в газете «Русские ведомости» № 357 с подписью «Антон Чехов». В 1894 году повторён в сборнике «Повести и рассказы». Позднее включён в собрание сочинений писателя, изданное А. Ф. Марксом.
Без согласования с Чеховым редакцией «Русских ведомостей» оригинальный авторский текст при публикации в газете был сокращён. По этому поводу в письме В. А. Гольцеву от 28 декабря 1893 года (день публикации рассказа) Чехов жаловался: «Ах, мой рассказ в „Русских ведомостях“ постригли так усердно, что с волосами отрезали и голову. Целомудрие чисто детское, а трусость изумительная. Выкинь они несколько строк — куда бы ни шло, а то ведь отмахнули середину, отгрызли конец, и так облинял мой рассказ, что даже тошно. Ну допустим, что он циничен, но тогда не следовало его вовсе печатать, или же было бы справедливо сказать хоть слово автору, или списаться с автором, тем более ведь, что рассказ не попал в рождеств<енский> номер, а был отложен на неопределенное время».
Ж. Легра перевёл рассказ на французский язык и весной 1894 года отправил его в «Revue Bleu», однако Чехов в письме от 27 марта 1894 года просил Легра не публиковать его: «Если Вы уже перевели „Володю большого и Володю маленького“, то не торопитесь печатать. Дело в том, что редакция „Русских ведомостей“ из трусости и целомудрия многое выпустила из этого рассказа. Я пришлю Вам рассказ in toto. Непременно пришлю. Ещё лучше, если поскорее Вы напишете мне, что этот рассказ Вами ещё не напечатан». Писатель послал Легра доцензурный текст рассказа, за что Легра в письме Чехову 6 мая 1894 года выражал благодарность: «Благодарю за дополнения к рукописи „Володи большого и Володи маленького“, которые Вы мне послали». Однако в издании писем Чехова под редакцией М. П. Чеховой содержится письмо Легра, в котором тот сообщает писателю: «Перевод „Володи большого и Володи маленького“ не появился. Редакция „Revue Bleu“ отклонила этот рассказ, потому что не нашла его интересным».
Помимо французского, при жизни Чехова рассказ был переведён на немецкий, венгерский, сербскохорватский, словацкий и шведский языки.

## Критика
И. И. Островский в 1894 году писал Чехову: «Я читал всё, что Вы за последние два года печатали в „Русской мысли“, „Русских ведомостях“ и „Артисте“. Всё (за исключением „Володи большого и Володи маленького“) произвело самое приятное впечатление на меня так же, как и на моих знакомых, читающих Вас». Критик С. А. Андреевский относил рассказ «Володя большой и Володя маленький» к произведениям, которые «в новых тонких варьянтах затрагивают амурные вопросы».
Критик В. Альбов отмечал, что некоторые персонажи Чехова, «мелькнув светлой точкой», снова сливаются «с окружающей пошлостью. Такова, например, Софья Львовна».

## Экранизация
В 1985 году на киностудии имени А. Довженко по мотивам рассказа Чехова снят художественный фильм «Володя большой, Володя маленький». Режиссер Вячеслав Криштофович. В ролях: Ольга Мелихова — Софья Львовна, Ростислав Янковский — Владимир Ягич (Володя большой), Олег Меньшиков — Владимир Салимович (Володя маленький).